# 말도둑들. 시간의 길
《말도둑들. 시간의 길》은 카자흐스탄의 예를란 누르무함베토프 감독과 일본의 리사 타케바가 공동연출한 작품으로 제24회 부산국제영화제 개막작으로 한국에서 월드 프리미어로 상영되었다. 

## 시놉시스
가족을 지극히 사랑하는 남자는 어느 날 아침, 마을 사람들과 함께 말을 팔기 위해 읍내의 장터로 간다. 함께 가겠다는 10살 남짓한 아들과 아직도 깊은 잠에 빠져 있는 두 딸을 남겨 두고 아내와 애틋한 눈빛을 교환하며 장터로 갔던 남자는 아이들에게 선물할 새끼 고양이를 품에 안은 채 말도둑들에게 살해당한다. 마을 사람들이 함께 모여 남자의 장례식을 치르고 여자는 아이들과 함께 친정으로 돌아가기로 결심한다. 그때, 8년 전 소식 없이 떠났던 또 다른 남자가 나타나 여자의 이사를 돕는다. 어딘가 그 남자를 닮은 여자의 아들은 그와 함께 말 몰이에 나섰다가 말도둑들을 맞닥뜨린다.

## 캐스팅
- 사말 예슬라모바
- 모리야마 미라이

## 영화정보
- 2015년 제20회 부산국제영화제에서 뉴 커런츠상을 수상한 예를란 누르무함베토프 감독이 리사 타케바 감독과 공동연출했으며, 2018 칸영화제 여우주연상을 수상한 사말 예슬라모바가 주연을 맡아 절제된 연기를 선보인다. 2017 부산국제영화제의 아시아프로젝트마켓(APM) 선정작이다.[2]
- 2019년 10월 3일 제24회 부산국제영화제 개막작으로 영화의전당 야외극장에서 상영되었다. 예를란 누르무함베토프, 리사 타케바 감독과 주연배우 사말 예슬라모바, 모리야마 미라이가 영화제에 참석했다.[3]
- 일본에서는 オルジャスの白い馬 제목으로 2020년 1월 18일 개봉예정이다.https://eiga.com/movie/91745/